# 산쑥
산쑥(학명: Artemisia montana)은 쑥속에 속하는 쑥의 근연종으로 이름 그대로 주로 산지에서 자라는 여러해살이풀이다. 다른 쑥속에 속한 식물들과 비교해 봐도 키가 무척 큰 편이며 그 높이는 2m에 달한다. 1930년에 최초로 기재되었다.